# Az AFC Ajax 2013–2014-es szezonja
A 2013-2014-es szezon az AFC Ajax 58. szezonja volt az Eredivisie-ben, a holland labdarúgás legmagasabb osztályában. Az amszterdami csapat még mindig az elejétől kezdve jelen van az első osztályban. Akárcsak az előző szezonban, úgy most is a csapat – tétmérkőzéseit magába foglaló – szezonja augusztus elején a Holland Szuperkupa döntőjével kezdődött és május közepén ért véget a bajnokság utolsó fordulójával. Ahogy eddig is, most is voltak barátságos mérkőzések a szezon kezdete előtt és a téli szünetben.
A bajnokság ezen szezonját címvédőként ismét megnyerték és ezzel sikerült történetük során először 4 bajnoki címet szerezniük egymás után. Ez eddig még csak a PSV Eindhoven csapatának sikerült. Története során ez volt összesen a 33. bajnoki címe, az Eredivisie-ben pedig a 25. aranyérme az Ajax-nak. A kupában nem diadalmaskodtak mivel a döntőben nagy meglepetésre simán vesztettek. Részt vettek a Bajnokok Ligájában is, ez volt a 30. szezonjuk ezen a tornán. Ahogy az elmúlt szezonban sem, úgy most sem sikerült továbblépniük a csoportból és ismét csupán a harmadik helyet szerezték meg. Ennek következtében tavasszal az Európa Ligában folytatták, ahol csupán a 16-os döntőig jutottak el. Még az idény kezdete előtti nyáron lejátszott Holland Szuperkupa-döntőt megnyerték. Az utolsó 4 Szuperkupában részt vettek de ezekből csak ezt tudták megnyerni.
A szokásokat megtartva a szezon előtti nyáron is voltak eligazoló és érkező játékosok is. Az edzői poszton maradt a holland Frank de Boer.
A mérkőzéseknél látható színek a következőket jelölik:
- Piros szín: győzelem
- Sárga szín: döntetlen
- Zöld szín: vereség

## Csapat

### Csapatmezek
Gyártó: Adidas /
Mezszponzor: Aegon
| Hazai | Vendég |

### Játékoskeret
Íme az Ajax játékoskerete. Ezen a listán a csapat minden játékosa szerepel akik legalább 1 tétmérkőzésen pályára léptek ebben a szezonban. Akik csupán a barátságos mérkőzéseken jutottak szerephez, ők nem szerepelnek a listán. Ilyenek leginkább azok akik már a szezon első tétmérkőzése (Szuperkupa) előtt eligazoltak, vagy azok a fiatalok akik a szezon közben még a fiatalcsapatokban játszanak.
A játékosok nevei után az idei szezonban lejátszott tétmérkőzések és a szerzett gólok számai szerepelnek.
| Mez           | Ország     | Név                      | Pozíció   | Bajnokság | Bajnokság | Kupa     | Kupa    | Szuperkupa | Szuperkupa | Európa   | Európa  | Összesen | Összesen | Szerződés vége       | Szezon  |         |         |
| Mez           | Ország     | Név                      | Pozíció   | Mérkőzés  | Gólok     | Mérkőzés | Gólok   | Mérkőzés   | Gólok      | Mérkőzés | Gólok   | Mérkőzés | Gólok    | Szerződés vége       | Szezon  |         |         |
| KAPUSOK       | KAPUSOK    | KAPUSOK                  | KAPUSOK   | KAPUSOK   | KAPUSOK   | KAPUSOK  | KAPUSOK | KAPUSOK    | KAPUSOK    | KAPUSOK  | KAPUSOK | KAPUSOK  | KAPUSOK  | KAPUSOK              | KAPUSOK | KAPUSOK | KAPUSOK |
| ------------- | ---------- | ------------------------ | --------- | --------- | --------- | -------- | ------- | ---------- | ---------- | -------- | ------- | -------- | -------- | -------------------- | ------- | ------- | ------- |
| 1             | Hollandia  | Kenneth Vermeer          | K         | 10        | 0         | 4        | 0       | 1          | 0          | 1        | 0       | 16       | 0        | 2015                 | 6.      |         |         |
| 22            | Hollandia  | Jasper Cillessen         | K         | 25        | 0         | 1        | 0       | 0          | 0          | 7        | 0       | 33       | 0        | 2016                 | 2.      |         |         |
| 30            | Hollandia  | Mickey van der Hart      | K         | 0         | 0         | 1        | 0       | 0          | 0          | 0        | 0       | 1        | 0        | 2015                 | 2.      |         |         |
| VÉDŐK         |            |                          |           |           |           |          |         |            |            |          |         |          |          |                      |         |         |         |
| 2             | Hollandia  | Ricardo van Rhijn        | JH        | 32        | 2         | 5        | 1       | 1          | 0          | 8        | 0       | 46       | 3        | 2015                 | 3.      |         |         |
| 4             | finn       | Niklas Moisander         | KH        | 23        | 1         | 4        | 0       | 1          | 0          | 5        | 0       | 33       | 1        | 2015                 | 2.      |         |         |
| 6             | Hollandia  | Mike van der Hoorn       | KH        | 3         | 0         | 1        | 0       | 0          | 0          | 5        | 0       | 9        | 0        | 2017                 | 1.      |         |         |
| 12            | Hollandia  | Joël Veltman             | KH        | 25        | 2         | 4        | 0       | 1          | 0          | 4        | 0       | 34       | 2        | 2018                 | 2.      |         |         |
| 15            | dán        | Nicolai Boilesen         | BH        | 21        | 1         | 3        | 0       | 1          | 0          | 4        | 0       | 29       | 1        | 2016                 | 4.      |         |         |
| 17            | Hollandia  | Daley Blind              | BH / VKP  | 28        | 1         | 6        | 0       | 1          | 0          | 8        | 0       | 43       | 1        | 2016                 | 5.      |         |         |
| 24            | Hollandia  | Stefano Denswil          | KH        | 17        | 1         | 4        | 0       | 0          | 0          | 7        | 1       | 28       | 2        | 2015                 | 2.      |         |         |
| 27            | Hollandia  | Ruben Ligeon             | JH        | 5         | 0         | 3        | 0       | 0          | 0          | 0        | 0       | 8        | 0        | 2016                 | 2.      |         |         |
| 42            | Hollandia  | Jairo Riedewald          | BH / KH   | 5         | 2         | 1        | 0       | 0          | 0          | 1        | 0       | 7        | 2        | 2016                 | 1.      |         |         |
| KÖZÉPPÁLYÁSOK |            |                          |           |           |           |          |         |            |            |          |         |          |          |                      |         |         |         |
| 5             | dán        | Christian Poulsen        | VKP       | 29        | 1         | 6        | 0       | 0          | 0          | 8        | 0       | 43       | 1        | 2014                 | 2.      |         |         |
| 8             | Hollandia  | Lerin Duarte             | TKP       | 14        | 3         | 3        | 0       | 0          | 0          | 5        | 0       | 22       | 3        | 2017                 | 1.      |         |         |
| 10            | Hollandia  | Siem de Jong             | TKP       | 19        | 7         | 2        | 1       | 1          | 1          | 6        | 0       | 28       | 9        | 2015                 | 7.      |         |         |
| 18            | Hollandia  | Davy Klaassen            | TKP       | 26        | 10        | 5        | 0       | 0          | 0          | 5        | 1       | 36       | 11       | 2018                 | 3.      |         |         |
| 20            | dán        | Lasse Schøne             | TKP       | 29        | 9         | 5        | 3       | 1          | 0          | 6        | 2       | 41       | 14       | 2015                 | 2.      |         |         |
| 25            | Dél-Afrika | Thulani Serero           | TKP / VKP | 29        | 3         | 6        | 1       | 0          | 0          | 5        | 1       | 40       | 5        | 2015                 | 3.      |         |         |
| TÁMADÓK       |            |                          |           |           |           |          |         |            |            |          |         |          |          |                      |         |         |         |
| 7             | dán        | Viktor Fischer           | SZT       | 24        | 3         | 4        | 4       | 1          | 0          | 6        | 0       | 35       | 7        | 2017                 | 2.      |         |         |
| 9             | izland     | Kolbeinn Sigþórsson      | KCS       | 30        | 10        | 4        | 1       | 1          | 1          | 7        | 0       | 42       | 12       | 2015                 | 3.      |         |         |
| 11            | spanyol    | Bojan Krkić (kölcsönben) | KCS       | 24        | 4         | 3        | 1       | 1          | 0          | 4        | 0       | 32       | 5        | 2014                 | 1.      |         |         |
| 16            | dán        | Lucas Andersen           | SZT       | 9         | 0         | 2        | 1       | 1          | 0          | 4        | 0       | 16       | 1        | 2016                 | 2.      |         |         |
| 19            | svéd       | Tobias Sana              | SZT       | 4         | 0         | 0        | 0       | 0          | 0          | 0        | 0       | 4        | 0        | 2015                 | 2.      |         |         |
| 34            | Hollandia  | Lesley de Sa             | SZT       | 12        | 1         | 3        | 0       | 0          | 0          | 3        | 0       | 18       | 1        | 2016                 | 3.      |         |         |
| 43            | Hollandia  | Ricardo Kishna           | SZT       | 8         | 1         | 1        | 0       | 0          | 0          | 1        | 0       | 10       | 1        | 2016                 | 1.      |         |         |
|               | Hollandia  | Danny Hoesen             | KCS       | 14        | 2         | 3        | 3       | 0          | 0          | 2        | 1       | 19       | 6        | télen kölcsönbe ment | 2.      |         |         |

### Vezetők
| Poszt         | Személy           |
| ------------- | ----------------- |
| Csapat elnöke | Hennie Henrichs   |
| Vezetőedző    | Frank de Boer     |
| Segédedzők    | Dennis Bergkamp   |
| Segédedzők    | Hennie Spijkerman |
| Segédedzők    | Jaap Stam         |
| Kapusedző     | Carlo L'Ami       |

## Érkező és távozó játékosok

### Érkezők
| LEIGAZOLT JÁTÉKOSOK | LEIGAZOLT JÁTÉKOSOK | LEIGAZOLT JÁTÉKOSOK | LEIGAZOLT JÁTÉKOSOK | LEIGAZOLT JÁTÉKOSOK |
| Játékos neve        | Pozíció             | Dátum               | Előző klub          | Összeg              |
| ------------------- | ------------------- | ------------------- | ------------------- | ------------------- |
| Sam Hendriks        | középpályás         | 2013. június        | De Graafschap       | 150 ezer €          |
| Marvin Höner        | kapus               | 2013. június        | Arminia Bielefeld   | 150 ezer €          |
| Mike van der Hoorn  | középcsatár         | 2013. július        | FC Utrecht          | 3,8 millió €        |
| Lerin Duarte        | hátvéd              | 2013. augusztus     | Heracles Almelo     | 2,5 millió €        |

| KÖLCSÖNBE ÉRKEZETT JÁTÉKOSOK | KÖLCSÖNBE ÉRKEZETT JÁTÉKOSOK | KÖLCSÖNBE ÉRKEZETT JÁTÉKOSOK | KÖLCSÖNBE ÉRKEZETT JÁTÉKOSOK | KÖLCSÖNBE ÉRKEZETT JÁTÉKOSOK |
| Játékos neve                 | Pozíció                      | Eredeti klub                 | Kölcsönidőszak vége          |                              |
| ---------------------------- | ---------------------------- | ---------------------------- | ---------------------------- | ---------------------------- |
| Stanislav Lobotka            | középpályás                  | AS Trenčín                   | 2014. június 30.             |                              |
| Bojan Krkić                  | támadó                       | FC Barcelona                 | 2014. június 30.             |                              |

### Távozók
| ELIGAZOLT JÁTÉKOSOK | ELIGAZOLT JÁTÉKOSOK | ELIGAZOLT JÁTÉKOSOK | ELIGAZOLT JÁTÉKOSOK | ELIGAZOLT JÁTÉKOSOK |
| Játékos neve        | Pozíció             | Dátum               | Következő klub      | Összeg              |
| ------------------- | ------------------- | ------------------- | ------------------- | ------------------- |
| Ryan Babel          | támadó              | 2013. június        | Kasımpaşa           | ingyen              |
| Miralem Sulejmani   | szélső támadó       | 2013. június        | Benfica             | ingyen              |
| Dico Koppers        | hátvéd              | 2013. július        | Twente Enschede     | 500 ezer €          |
| Derk Boerrigter     | szélső támadó       | 2013. július        | Celtic Glasgow      | 2,2 millió €        |
| Christian Eriksen   | középpályás         | 2013. augusztus     | Tottenham           | 13,5 millió €       |
| Toby Alderweireld   | hátvéd              | 2013. augusztus     | Atletico Madrid     | 8 millió €          |

| KÖLCSÖNBE ADOTT JÁTÉKOSOK | KÖLCSÖNBE ADOTT JÁTÉKOSOK | KÖLCSÖNBE ADOTT JÁTÉKOSOK | KÖLCSÖNBE ADOTT JÁTÉKOSOK | KÖLCSÖNBE ADOTT JÁTÉKOSOK |
| Játékos neve              | Pozíció                   | Jelenlegi klub            | Kölcsönidőszak vége       |                           |
| ------------------------- | ------------------------- | ------------------------- | ------------------------- | ------------------------- |
| Gino van Kessel           | támadó                    | AS Trenčín                | 2014. július 1.           |                           |
| Mitchell Dijks            | hátvéd                    | SC Heerenveen             | 2014. július 1.           |                           |
| Jody Lukoki               | támadó                    | SC Cambuur                | 2014. július 1.           |                           |
| Eyong Enoh                | középpályás               | Antalyaspor               | 2014. július 1.           |                           |
| Geoffrey Castillion       | középcsatár               | NEC Nijmegen              | 2014. július 1.           |                           |
| Danny Hoesen              | középcsatár               | PAOK Saloniki             | 2014. július 1.           |                           |

## Felkészülési mérkőzések

### Nyári felkészülés
| 2013. június 29. 14ː30 |

| SDC Putten            | 1 – 4   | AFC Ajax                                                               |
| --------------------- | ------- | ---------------------------------------------------------------------- |
| Daniël van Schoor 28' | (1 – 3) | Dejan Meleg 18' Davy Klaassen 32' Nicolai Boilesen 45' Jody Lukoki 76' |

| Sportpark Puttereng, Putten Nézőszám: 4.500 Játékvezető: Wim Bronsfoort (holland) |

| 2013. július 6. 18ː00 |

| Dynamo Dresden | 0 – 3   | AFC Ajax                                                        |
| -------------- | ------- | --------------------------------------------------------------- |
|                | (0 – 2) | Christian Eriksen 3' 22' Danny Hoesen 48' Fabian Sporkslede 67' |

| Glücksgasstadion, Drezda Nézőszám: 21.000 |

| 2013. július 13. 16ː00 |

| RKC Waalwijk      | 1 – 5   | AFC Ajax                                                     |
| ----------------- | ------- | ------------------------------------------------------------ |
| Robert Braber 19' | (1 – 4) | Derk Boerrigter 17' 21' 28' Ruben Ligeon 32' Boban Lazic 79' |

| Mandemakers Stadion, Waalwijk Nézőszám: 5.500 Játékvezető: Kevin Blom (holland) |

| 2013. július 13. 20ː00 |

| De Graafschap | 0 – 3   | AFC Ajax                                                                                     |
| ------------- | ------- | -------------------------------------------------------------------------------------------- |
|               | (0 – 0) | Kolbeinn Sigþórsson 49' Viktor Fischer 62' Moses Daddy-Ajala Simon 66' Stanislav Lobotka 78' |

| De Vijverberg, Doetinchem Nézőszám: 8.983 Játékvezető: Dennis Higler (holland) |

| 2013. július 19. 20ː15 |

| Werder Bremen                       | 2 – 3   | AFC Ajax                                                  |
| ----------------------------------- | ------- | --------------------------------------------------------- |
| Joseph Akpala 84' Nils Petersen 90' | (0 – 2) | Daley Blind 38' Bojan Krkić 43' Christian Eriksen 88' 56' |

| MEP Arena, Meppen Nézőszám: 7.100 Játékvezető: Michael Weiner (német) |

| 2013. július 28. |

| AFC Ajax                                                  | 3 – 1   | Willem Tilburg    |
| --------------------------------------------------------- | ------- | ----------------- |
| Mike van der Hoorn 22' Tobias Sana 37' Thulani Serero 67' | (2 – 0) | Dries Wuytens 71' |

| De Toekomst, Amszterdam |

### Téli felkészülés
- ANTALYA WINTERCUP 2014

| Elődöntő 2014. január 10. 19:00 |

| Galatasaray                        | 2 – 1   | AFC Ajax               |
| ---------------------------------- | ------- | ---------------------- |
| Burak Yilmaz 6' Ibrahim Coskun 67' | (1 – 0) | Mike van der Hoorn 47' |

| Antalya Akdeniz University Stadium, Antalya Játékvezető: Soyadi (török) |

| Bronzmérkőzés 2014. január 11. 19:00 |

| Trabzonspor   | 1 – 1   | AFC Ajax               |
| ------------- | ------- | ---------------------- |
| Emre Güral 8' | (1 – 0) | Mike van der Hoorn 87' |
| Büntetőpárbaj |         |                        |
|               | 4 – 3   |                        |

| Antalya Akdeniz University Stadium, Antalya Játékvezető: Burak Astar (török) |

## Idei tétmérkőzések

### Holland-Szuperkupa
| 2013. július 27. 20:00 |

| AFC Ajax                                                 | 3 – 2 (h.u.)        | AZ Alkmaar                          |
| -------------------------------------------------------- | ------------------- | ----------------------------------- |
| Gouweleeuw 69' (öngól) Sigthórsson 75' Siem de Jong 103' | (0 – 0) Jegyzőkönyv | Guðmundsson 51' Aron Jóhannsson 67' |

| Amsterdam ArenA, Amszterdam Nézőszám: 48.000 Játékvezető: Richard Liesveld (holland) |

| HOLLAND-SZUPERKUPA 2013  |
| ------------------------ |
| AFC Ajax 8. kupagyőzelem |

### Eredivisie
| 1. forduló 2013. augusztus 2. 20:00 |

| AFC Ajax                                                | 3 - 0               | Roda Kerkrade      |
| ------------------------------------------------------- | ------------------- | ------------------ |
| Van Rhijn 8' 27' Siem de Jong 31' Fischer 83' Blind 68' | (2 - 0) Jegyzőkönyv | Ard van Peppen 73' |

| Amsterdam ArenA, Amszterdam Nézőszám: 51.445 Játékvezető: Danny Makkelie (holland) |

| 2. forduló 2013. augusztus 11. 14:30 |

| AZ Alkmaar                                                               | 3 - 2               | AFC Ajax                                             |
| ------------------------------------------------------------------------ | ------------------- | ---------------------------------------------------- |
| Beerens 45' Jóhansson 66' (11-esből) Elm 74' Johansson 52' Viergever 63' | (1 - 1) Jegyzőkönyv | Eriksen 21' Siem de Jong 59' Krkić 41' Van Rhijn 65′ |

| AFAS Stadion, Alkmaar Nézőszám: 16.268 Játékvezető: Bas Nijhuis (holland) |

| 3. forduló 2013. augusztus 18. 12:30 |

| AFC Ajax                                  | 2 - 1               | Feyenoord                                             |
| ----------------------------------------- | ------------------- | ----------------------------------------------------- |
| Sigthórsson 30' (11-esből) 36' Eriksen 8' | (2 - 1) Jegyzőkönyv | Pellé 5' Vormer 29' Mulder 30' Immers 31' Vilhena 90' |

| Amsterdam ArenA, Amszterdam Nézőszám: 52.581 Játékvezető: Björn Kuipers (holland) |

| 4. forduló 2013. augusztus 23. 20:00 |

| SC Heerenveen                                                      | 3 - 3               | AFC Ajax                                                             |
| ------------------------------------------------------------------ | ------------------- | -------------------------------------------------------------------- |
| Finnbogason 23' 32' Eikrem 44' Ziyech 35' Slagveer 58' De Roon 70' | (3 - 2) Jegyzőkönyv | Moisander 13' Sigthórsson 17' Eriksen 65' Van Rhijn 36' Boilesen 62' |

| Abe Lenstra Stadion, Heerenveen Nézőszám: 25.205 Játékvezető: Pieter Vink (holland) |

| 5. forduló 2013. szeptember 1. 12:30 |

| FC Groningen                             | 1 - 1               | AFC Ajax                            |
| ---------------------------------------- | ------------------- | ----------------------------------- |
| Zeefuik 76' Chery 79' Van der Velden 90' | (0 - 1) Jegyzőkönyv | Schöne 18' Fischer 83' Boilesen 90' |

| Euroborg, Groningen Nézőszám: 20.000 Játékvezető: Serdar Gözübüyük (holland) |

| 6. forduló 2013. szeptember 14. 18:45 |

| AFC Ajax                                          | 2 - 1               | PEC Zwolle                               |
| ------------------------------------------------- | ------------------- | ---------------------------------------- |
| Serero 72' Van der Werff 76' (öngól) Boilesen 56' | (0 - 0) Jegyzőkönyv | Gravenbeek 89' Van Polen 56' Nijland 58' |

| Amsterdam ArenA, Amszterdam Nézőszám: 51.488 Játékvezető: Reinold Wiedemeijer (holland) |

| 7. forduló 2013. szeptember 22. 16:30 |

| PSV Eindhoven                                         | 4 - 0               | AFC Ajax         |
| ----------------------------------------------------- | ------------------- | ---------------- |
| Matavž 53' Willems 61' Hiljemark 64' Ji-Sung Park 68' | (0 - 0) Jegyzőkönyv | Siem de Jong 67' |

| Phillips Stadion, Eindhoven Nézőszám: 33.300 Játékvezető: Bas Nijhuis (holland) |

| 8. forduló 2013. szeptember 28. 20:45 |

| AFC Ajax                                                                                    | 6 - 0               | Go Ahead Eagles                     |
| ------------------------------------------------------------------------------------------- | ------------------- | ----------------------------------- |
| Van der Linden 48' (öngól) Lesley de Sa 50' Sigthórsson 52' 53' Duarte 64' Siem de Jong 69' | (0 - 0) Jegyzőkönyv | Falkenburg 10' Türüç 59' Schenk 68' |

| Amsterdam ArenA, Amszterdam Nézőszám: 48.587 Játékvezető: Tom van Sichem (holland) |

| 9. forduló 2013. október 6. 12:30 |

| AFC Ajax                           | 3 - 0               | FC Utrecht               |
| ---------------------------------- | ------------------- | ------------------------ |
| Serero 45' Klaassen 59' Hoesen 90' | (1 - 0) Jegyzőkönyv | Ayoub 17' Mårtensson 26' |

| Amsterdam ArenA, Amszterdam Nézőszám: 49.294 Játékvezető: Kevin Blom (holland) |

| 10. forduló 2013. október 19. 20:45 |

| Twente Enschede              | 1 - 1               | AFC Ajax                   |
| ---------------------------- | ------------------- | -------------------------- |
| Castaignos 22' Bengtsson 90' | (1 - 0) Jegyzőkönyv | Sigthórsson 81' Serero 71' |

| Grolsch Veste, Enschede Nézőszám: 30.000 Játékvezető: Pieter Vink (holland) |

| 11. forduló 2013. október 26. 20:45 |

| AFC Ajax    | 0 - 0               | RKC Waalwijk           |
| ----------- | ------------------- | ---------------------- |
| Denswil 72' | (0 - 0) Jegyzőkönyv | Duits 46' Beauguel 87' |

| Amsterdam ArenA, Amszterdam Nézőszám: 48.256 Játékvezető: Eric Braamhaar (holland) |

| 12. forduló 2013. november 2. 18:45 |

| AFC Ajax              | 0 - 1               | Vitesse Arnhem                                       |
| --------------------- | ------------------- | ---------------------------------------------------- |
| Poulsen 63' Blind 73' | (0 - 0) Jegyzőkönyv | Qazaishvili 90' Vejinović 57' Pröpper 78' Kakuta 89' |

| Amsterdam ArenA, Amszterdam Nézőszám: 51.377 Játékvezető: Bas Nijhuis (holland) |

| 13. forduló 2013. november 10. 14:30 |

| NEC Nijmegen                            | 0 - 3               | AFC Ajax                          |
| --------------------------------------- | ------------------- | --------------------------------- |
| Higdon 58' Leiwakabessy 66' Stutter 90' | (0 - 2) Jegyzőkönyv | Siem de Jong 26' 72' Boilesen 28' |

| Björn Kuipers, Nijmegen Nézőszám: 12.000 Játékvezető: Björn Kuipers (holland) |

| 14. forduló 2013. november 23. 20:45 |

| AFC Ajax                           | 3 - 0               | Heracles Almelo                    |
| ---------------------------------- | ------------------- | ---------------------------------- |
| Hoesen 2' Fischer 56' Klaassen 79' | (1 - 0) Jegyzőkönyv | Linssen 44' Bruns 51' Rienstra 80' |

| Amsterdam ArenA, Amszterdam Nézőszám: 49.747 Játékvezető: Pol van Boekel (holland) |

| 15. forduló 2013. december 1. 12:30 |

| ADO Den Haag                                                 | 0 - 4               | AFC Ajax |
| ------------------------------------------------------------ | ------------------- | --- |
| Gianni Zuiverloon 11' Michiel Kramer 20' Tom Beugelsdijk 54' | (0 - 2) Jegyzőkönyv | Davy Klaassen 10' Viktor Fischer 34' Ricardo van Rhijn 68' 33' Bojan Krkić 90' Daley Blind 50' Lasse Schøne 62' |

| Kyocera Stadion, Hága Nézőszám: 13.236 Játékvezető: Reinold Wiedemeijer (holland) |

| 16. forduló 2013. december 7. 18:45 |

| AFC Ajax                                      | 4 - 0               | NAC Breda                                                              |
| --------------------------------------------- | ------------------- | ---------------------------------------------------------------------- |
| Davy Klaassen 34' 45' 65' Bojan Krkić 68' 74' | (2 - 0) Jegyzőkönyv | Kees Kwakman 30' Sepp De Roover 36' Kenny van der Weg 60' Joey Suk 88′ |

| Amsterdam ArenA, Amszterdam Nézőszám: 50.189 Játékvezető: Danny Makkelie (holland) |

| 17. forduló 2013. december 15. 12:30 |

| SC Cambuur                          | 1 - 2               | AFC Ajax                           |
| ----------------------------------- | ------------------- | ---------------------------------- |
| Michiel Hemmen 82' Marcel Ritzmaier | (0 - 1) Jegyzőkönyv | Lasse Schøne 40' Davy Klaassen 90' |

| Cambuur Stadion, Leeuwarden Nézőszám: 10.000 Játékvezető: Pieter Vink (holland) |

| 18. forduló 2013. december 22. 12:30 |

| Roda Kerkrade                              | 1 - 2               | AFC Ajax                    |
| ------------------------------------------ | ------------------- | --------------------------- |
| Henk Dijkhuizen 34' 45' Ard van Peppen 70' | (1 - 0) Jegyzőkönyv | Jaïro Riedewald 88' 90' 90' |

| Parkstad Limburg, Kerkrade Nézőszám: 18.058 Játékvezető: Bas Nijhuis (holland) |

| 19. forduló 2014. január 19. 16:30 |

| AFC Ajax                | 1 - 0               | PSV Eindhoven |
| ----------------------- | ------------------- | ------------- |
| Kolbeinn Sigþórsson 64' | (0 - 0) Jegyzőkönyv |               |

| Amsterdam ArenA, Amszterdam Nézőszám: 51.396 Játékvezető: Björn Kuipers (holland) |

| 20. forduló 2014. január 26. 14:30 |

| Go Ahead Eagles                    | 0 - 1               | AFC Ajax                           |
| ---------------------------------- | ------------------- | ---------------------------------- |
| Marnix Kolder 62' Doke Schmidt 90' | (0 - 0) Jegyzőkönyv | Lasse Schøne 74' Davy Klaassen 51' |

| De Adelaarshorst, Deventer Nézőszám: 7.938 Játékvezető: Reinold Wiedemeijer (holland) |

| 21. forduló 2014. február 2. 12:30 |

| FC Utrecht          | 1 - 1               | AFC Ajax        |
| ------------------- | ------------------- | --------------- |
| Steve De Ridder 33' | (1 - 1) Jegyzőkönyv | Daley Blind 25' |

| Nieuw Galgenwaard, Utrecht Nézőszám: 19.245 Játékvezető: Richard Liesveld (holland) |

| 22. forduló 2014. február 6. 20:45 |

| AFC Ajax                                            | 2 - 1               | FC Groningen                                                                    |
| --------------------------------------------------- | ------------------- | ------------------------------------------------------------------------------- |
| Lasse Schøne 28' (11-esből) Kolbeinn Sigþórsson 83' | (1 - 1) Jegyzőkönyv | Filip Kostić 41' Johan Kappelhof 20' Michael de Leeuw 33' Giliano Wijnaldum 48' |

| Amsterdam ArenA, Amszterdam Nézőszám: 50.638 Játékvezető: Serdar Gözübüyük (holland) |

| 23. forduló 2014. február 9. 14:30 |

| PEC Zwolle          | 1 - 1               | AFC Ajax         |
| ------------------- | ------------------- | ---------------- |
| Guyon Fernandez 36' | (1 - 1) Jegyzőkönyv | Davy Klaassen 7' |

| IJseldelta Stadion, Zwolle Nézőszám: 12.500 Játékvezető: Eric Braamhaar (holland) |

| 24. forduló 2014. február 16. 16:30 |

| AFC Ajax                                                                                | 3 - 0               | SC Heerenveen                                                               |
| --------------------------------------------------------------------------------------- | ------------------- | --------------------------------------------------------------------------- |
| Lasse Schøne 12' (11-esből) 18' (11-esből) 82' Thulani Serero 20' Ricardo van Rhijn 48' | (2 - 0) Jegyzőkönyv | Joey van den Berg 12' Marten de Roon 20' Hakím Zíjes 34' Joost van Aken 86' |

| Amsterdam ArenA, Amszterdam Nézőszám: 51.396 Játékvezető: Pol van Boekel (holland) |

| 25. forduló 2014. február 23. 14:30 |

| AFC Ajax                                                                | 4 - 0               | AZ Alkmaar                     |
| ----------------------------------------------------------------------- | ------------------- | ------------------------------ |
| Siem de Jong 4' Lerin Duarte 54' 74' Ricardo Kishna 60' Lesly de Sa 26' | (1 - 0) Jegyzőkönyv | Celso Ortíz 40' Viktor Elm 84' |

| Amsterdam ArenA, Amszterdam Nézőszám: 51.404 Játékvezető: Pieter Vink (holland) |

| 26. forduló 2014. március 2. 14:30 |

| Feyenoord                           | 1 - 2               | AFC Ajax                                     |
| ----------------------------------- | ------------------- | -------------------------------------------- |
| Graziano Pellè 30' Jordy Clasie 49' | (1 - 1) Jegyzőkönyv | Kolbeinn Sigþórsson 45' Joël Veltman 72' 88' |

| De Kuip, Rotterdam Nézőszám: 48.000 Játékvezető: Björn Kuipers (holland) |

| 27. forduló 2014. március 9. 16:30 |

| AFC Ajax        | 1 - 1               | SC Cambuur                                                                   |
| --------------- | ------------------- | ---------------------------------------------------------------------------- |
| Siem de Jong 2' | (1 - 0) Jegyzőkönyv | Martijn Barto 53' 90' Marcel Ritzmaier 41' Ramon Leeuwin 79' Jody Lukoki 90' |

| Amsterdam ArenA, Amszterdam Nézőszám: 52.354 Játékvezető: Danny Makkelie (holland) |

| 28. forduló 2014. március 16. 16:30 |

| NAC Breda                                       | 0 - 0               | AFC Ajax                            |
| ----------------------------------------------- | ------------------- | ----------------------------------- |
| Kees Kwakman 57' Elson Hooi 64' Gill Swerts 71' | (0 - 0) Jegyzőkönyv | Thulani Serero 45' Joël Veltman 60' |

| Rat Verlegh, Breda Nézőszám: 18.500 Játékvezető: Richard Liesveld (holland) |

| 29. forduló 2014. április 2. 14:30 |

| RKC Waalwijk | 0 - 2               | AFC Ajax                           |
| ------------ | ------------------- | ---------------------------------- |
|              | (0 - 2) Jegyzőkönyv | Joël Veltman 14' Davy Klaassen 28' |

| Mandemakers Stadion, Waalwijk Nézőszám: 7.508 Játékvezető: Eric Braamhaar (holland) |

| 30. forduló 2014. március 30. 18:45 |

| AFC Ajax                                             | 3 - 0               | Twente Enschede |
| ---------------------------------------------------- | ------------------- | --------------- |
| Stefano Denswil 29' Lasse Schøne 58' Bojan Krkić 65' | (1 - 0) Jegyzőkönyv |                 |

| Amsterdam ArenA, Amszterdam Nézőszám: 51.117 Játékvezető: Pieter Vink (holland) |

| 31. forduló 2014. április 6. 14:30 |

| Vitesse Arnhem                                        | 1 - 1               | AFC Ajax                                                                       |
| ----------------------------------------------------- | ------------------- | ------------------------------------------------------------------------------ |
| Bertrand Traoré 25' Guram Kashia 83' Lucas Piazón 89' | (1 - 0) Jegyzőkönyv | Kolbeinn Sigþórsson 47' Daley Blind 40' Lerin Duarte 71' Ricardo van Rhijn 89' |

| GelreDome, Arnhem Nézőszám: 25.500 Játékvezető: Björn Kuipers (holland) |

| 32. forduló 2014. április 13. 16:30 |

| AFC Ajax                                                       | 3 - 2               | ADO Den Haag                                                                              |
| -------------------------------------------------------------- | ------------------- | ----------------------------------------------------------------------------------------- |
| Christian Poulsen 35' 41' Davy Klaassen 69' Thulani Serero 79' | (1 - 1) Jegyzőkönyv | Stefano Denswil 36' (öngól) Tom Beugelsdijk 90' 43' Aaron Meijers 31' Mike van Duinen 90' |

| Amsterdam ArenA, Amszterdam Nézőszám: 52.671 Játékvezető: Richard Liesveld (holland) |

| 33. forduló 2014. április 27. 14:30 |

| Heracles Almelo    | 1 - 1               | AFC Ajax         |
| ------------------ | ------------------- | ---------------- |
| Simon Cziommer 22' | (1 - 1) Jegyzőkönyv | Lasse Schøne 13' |

| Polman Stadion, Almelo Nézőszám: 8.500 Játékvezető: Pieter Vink (holland) |

| 34. forduló 2014. május 3. 18:45 |

| AFC Ajax                                        | 2 - 2               | NEC Nijmegen                                    |
| ----------------------------------------------- | ------------------- | ----------------------------------------------- |
| Jeffrey Leiwakabessy 9' (öngól) Bojan Krkić 82' | (1 - 0) Jegyzőkönyv | Alirezá Dzsahánbahs 74' 88' Samuel Štefánik 88' |

| Amsterdam ArenA, Amszterdam Nézőszám: 51.473 Játékvezető: Kevin Blom (holland) |

#### Az Eredivisie első 8 helyezettje
| H  | Csapat          | M  | Gy | D  | V  | GA    | Gk  | Pt | 2014/15-ös kupaindulás |
| -- | --------------- | -- | -- | -- | -- | ----- | --- | -- | ---------------------- |
| 1. | AFC Ajax        | 34 | 20 | 11 | 3  | 69:28 | +41 | 71 | BL-csoportkör          |
| 2. | Feyenoord       | 34 | 20 | 7  | 7  | 76:40 | +36 | 67 | BL 3.selejtezőkör      |
| 3. | Twente Enschede | 34 | 17 | 12 | 5  | 72:37 | +35 | 63 | EL-rájátszás           |
| 4. | PSV Eindhoven   | 34 | 18 | 5  | 11 | 60:45 | +15 | 59 | EL 3. selejtezőkör     |
| 5. | SC Heerenveen   | 34 | 16 | 9  | 9  | 72:51 | +21 | 57 | Play-Off EL-helyért    |
| 6. | Vitesse Arnhem  | 34 | 15 | 10 | 9  | 65:49 | +16 | 55 | Play-Off EL-helyért    |
| 7. | FC Groningen    | 34 | 14 | 9  | 11 | 57:53 | +4  | 51 | Play-Off EL-helyért    |
| 8. | AZ Alkmaar      | 34 | 13 | 8  | 13 | 54:50 | +4  | 47 | Play-Off EL-helyért    |

| EREDIVISIE 2013-2014     |
| ------------------------ |
| AFC Ajax 33. bajnoki cím |

#### Bajnoki statisztikɑ
| Fordulók                        | 1  | 2  | 3  | 4  | 5  | 6  | 7  | 8  | 9  | 10 | 11 | 12 | 13 | 14 | 15 | 16 | 17 | 18 | 19 | 20 | 21 | 22 | 23 | 24 | 25 | 26 | 27 | 28 | 29 | 30 | 31 | 32 | 33 | 34 | Összesen |
| ------------------------------- | -- | -- | -- | -- | -- | -- | -- | -- | -- | -- | -- | -- | -- | -- | -- | -- | -- | -- | -- | -- | -- | -- | -- | -- | -- | -- | -- | -- | -- | -- | -- | -- | -- | -- | -------- |
| Fordulónként megszerzett pontok | 3  | 0  | 3  | 1  | 1  | 3  | 0  | 3  | 3  | 1  | 1  | 0  | 3  | 3  | 3  | 3  | 3  | 3  | 3  | 3  | 1  | 3  | 1  | 3  | 3  | 3  | 1  | 1  | 3  | 3  | 1  | 3  | 1  | 1  | 71       |
| Összpontszám növekedése         | 3  | 3  | 6  | 7  | 8  | 11 | 11 | 14 | 17 | 18 | 19 | 19 | 22 | 25 | 28 | 31 | 34 | 37 | 40 | 43 | 44 | 47 | 48 | 51 | 54 | 57 | 58 | 59 | 62 | 65 | 66 | 69 | 70 | 71 | 71       |
| Helyezés a tabellán             | 2. | 8. | 4. | 4. | 4. | 4. | 7. | 4. | 3. | 4. | 2. | 6. | 3. | 2. | 2. | 2. | 2. | 1. | 1. | 1. | 1. | 1. | 1. | 1. | 1. | 1. | 1. | 1. | 1. | 1. | 1. | 1. | 1. | 1. | 1.       |
| Lőtt gólok fordulónként         | 3  | 2  | 2  | 3  | 1  | 2  | 0  | 6  | 3  | 1  | 0  | 0  | 3  | 3  | 4  | 4  | 2  | 2  | 1  | 1  | 1  | 2  | 1  | 3  | 4  | 2  | 1  | 0  | 3  | 2  | 1  | 3  | 1  | 2  | 69       |
| Kapott gólok fordulónként       | 0  | 3  | 1  | 3  | 1  | 1  | 4  | 0  | 0  | 1  | 0  | 1  | 0  | 0  | 0  | 0  | 1  | 1  | 0  | 0  | 1  | 1  | 1  | 0  | 0  | 1  | 1  | 0  | 0  | 0  | 1  | 2  | 1  | 2  | 28       |
| Sárga lapok fordulónként        | 2  | 1  | 0  | 2  | 2  | 1  | 1  | 0  | 0  | 1  | 1  | 2  | 0  | 0  | 3  | 1  | 0  | 1  | 0  | 1  | 0  | 0  | 0  | 2  | 1  | 1  | 0  | 2  | 0  | 0  | 3  | 1  | 0  | 0  | 29       |
| Piros lapok fordulónként        | 0  | 1  | 0  | 0  | 0  | 0  | 0  | 0  | 0  | 0  | 0  | 0  | 0  | 0  | 0  | 0  | 0  | 0  | 0  | 0  | 0  | 0  | 0  | 0  | 0  | 0  | 0  | 0  | 0  | 0  | 0  | 0  | 0  | 0  | 1        |

### Holland-kupa

#### 2. forduló
| 2013. szeptember 25. 20:45 |

| AFC Ajax                                     | 4 - 2 (h.u.)        | FC Volendam               |
| -------------------------------------------- | ------------------- | ------------------------- |
| Andersen 27' Schöne 97' 115' 82' Hoesen 112' | (1 - 1) Jegyzőkönyv | Mühren 67' 94' Coster 80' |

| Amsterdam ArenA, Amszterdam Nézőszám: 27.715 Játékvezető: Ed Janssen (holland) |

#### 3. forduló
| 2013. október 29. 18:45 |

| AFC Ajax                                           | 4 - 1               | ASWH                                          |
| -------------------------------------------------- | ------------------- | --------------------------------------------- |
| Fischer 20' Hoesen 42' De Jong 45' Sigthórsson 72' | (3 - 1) Jegyzőkönyv | Van Muyen 30' Van de Werp 35' Van Stokkom 52' |

| Amsterdam ArenA, Amszterdam Nézőszám: 17.861 Játékvezető: Jeroen Sanders (holland) |

#### Nyolcaddöntő
| 2013. december 19. 20:45 |

| IJsselmeervogels             | 0 - 3               | AFC Ajax                 |
| ---------------------------- | ------------------- | ------------------------ |
| Tony Tol 23' Van de Laar 61' | (0 - 2) Jegyzőkönyv | Fischer 4' 63' Hoesen 9' |

| Sportpark De Westmaat, Spakenburg Nézőszám: 7.500 Játékvezető: Tom van Sichem (holland) |

#### Negyeddöntő
| 2014. január 22. 20:45 |

| AFC Ajax                               | 3 - 1               | Feyenoord                                |
| -------------------------------------- | ------------------- | ---------------------------------------- |
| Fischer 34' Bojan Krkić 68' Serero 90' | (1 - 1) Jegyzőkönyv | Jean-Paul Boëtius 7' Joris Mathijsen 35' |

| Amsterdam ArenA, Amszterdam Nézőszám: 50.340 Játékvezető: Kevin Blom (holland) |

#### Elődöntő
| 2014. március 27. 20:45 |

| AZ Alkmaar                            | 0 - 1               | AFC Ajax                                                          |
| ------------------------------------- | ------------------- | ----------------------------------------------------------------- |
| Mattias Johansson 47′ Aron Jóhannsson | (0 - 0) Jegyzőkönyv | Schöne 48' Van Rhijn 7' Moisander 33' Veltman 33′ Lesly de Sa 71' |

| AFAS Stadion, Alkmaar Nézőszám: 16.321 Játékvezető: Pol van Boekel (holland) |

#### Döntő
| 2014. április 20. 18:00 |

| PEC Zwolle                                        | 5 - 1               | AFC Ajax               |
| ------------------------------------------------- | ------------------- | ---------------------- |
| Thomas 7' 12' Fernandez 22' 34' Van Polen 50' 25' | (4 - 1) Jegyzőkönyv | Van Rhijn 3' Blind 25' |

| De Kuip, Rotterdam Nézőszám: 42.500 Játékvezető: Bas Nijhuis (holland) |

### Bajnokok Ligája

#### Csoportkör
| 1. forduló 2013. szeptember 18. 20:45 |

| FC Barcelona                | 4 - 0               | AFC Ajax                              |
| --------------------------- | ------------------- | ------------------------------------- |
| Messi 22' 55' 75' Piqué 69' | (1 - 0) Jegyzőkönyv | Moisander 25' Denswil 85' Sigthórsson |

| Camp Nou, Barcelona Nézőszám: 79.412 Játékvezető: Svein Moen (norvég) |

| 2. forduló 2013. október 1. 20:45 |

| AFC Ajax                      | 1 - 1               | AC Milan                       |
| ----------------------------- | ------------------- | ------------------------------ |
| Denswil 90' Van der Hoorn 92' | (0 - 0) Jegyzőkönyv | Balotelli 94' 60' Constant 42' |

| Amsterdam ArenA, Amszterdam Nézőszám: 51.692 Játékvezető: Jonas Eriksson (svéd) |

| 3. forduló 2013. október 22. 20:45 |

| Celtic Glasgow                                          | 2 - 1               | AFC Ajax                           |
| ------------------------------------------------------- | ------------------- | ---------------------------------- |
| Forrest 45' (11-esből) Kayal 53' Van Dijk 44' Biton 88′ | (1 - 0) Jegyzőkönyv | Schöne 94' Veltman 43' Poulsen 44' |

| Celtic Park, Glasgow Nézőszám: 58.719 Játékvezető: Ivan Bebek (horvát) |

| 4. forduló 2013. november 6. 20:45 |

| AFC Ajax                            | 1 - 0               | Celtic Glasgow            |
| ----------------------------------- | ------------------- | ------------------------- |
| Schöne 51' Klaassen 40' Denswil 68' | (0 - 0) Jegyzőkönyv | Samaras 19' Izaguirre 43' |

| Amsterdam ArenA, Amszterdam Nézőszám: 51.908 Játékvezető: Deniz Aytekin (német) |

| 5. forduló 2013. november 26. 20:45 |

| AFC Ajax                                                  | 2 - 1               | FC Barcelona                                                                  |
| --------------------------------------------------------- | ------------------- | ----------------------------------------------------------------------------- |
| Serero 19' Hoesen 42' Schöne 8' Veltman 48′ Van Rhijn 59' | (2 - 0) Jegyzőkönyv | Xavi 49' (11-esből) Piqué 31' Fábregas 39' Iniesta 52' Neymar 53' Montoya 68' |

| Amsterdam ArenA, Amszterdam Nézőszám: 53.000 Játékvezető: Pavel Královec (cseh) |

| 6. forduló 2013. december 11. 20:45 |

| AC Milan                                                                 | 0 - 0               | AFC Ajax  |
| ------------------------------------------------------------------------ | ------------------- | --------- |
| Montolivo 22′ Balotelli 71' Nigel de Jong 83' De Sciglio 88' Muntari 95' | (0 - 0) Jegyzőkönyv | Blind 63' |

| San Siro, Milánó Nézőszám: 61.744 Játékvezető: Howard Webb (angol) |

#### A H-csoport végeredménye
| Csapat         | M | Gy | D | V | G+ | G– | Gk  | P  |
| -------------- | - | -- | - | - | -- | -- | --- | -- |
| FC Barcelona   | 6 | 4  | 1 | 1 | 16 | 5  | +11 | 13 |
| AC Milan       | 6 | 2  | 3 | 1 | 8  | 5  | +3  | 9  |
| AFC Ajax       | 6 | 2  | 2 | 2 | 5  | 8  | –3  | 8  |
| Celtic Glasgow | 6 | 1  | 0 | 5 | 3  | 14 | –11 | 3  |

### Európa Liga

#### Legjobb 32
| 2014. február 20. 21:05 |

| AFC Ajax                               | 0 - 3               | Red Bull Salzburg                                               |
| -------------------------------------- | ------------------- | --------------------------------------------------------------- |
| Veltman 13' Siem de Jong 27' Blind 77' | (0 - 3) Jegyzőkönyv | Soriano 14' (11-esből) 35' Mané 21' Leitgeb 19' Hinteregger 42' |

| Amsterdam ArenA, Amszterdam Nézőszám: 51.240 Játékvezető: Clément Turpin (francia) |

| 2014. február 27. 19:00 |

| Red Bull Salzburg                                          | 3 - 1               | AFC Ajax                             |
| ---------------------------------------------------------- | ------------------- | ------------------------------------ |
| Van der Hoorn 56' (öngól) Mané 66' Soriano 77' Leitgeb 43' | (0 - 0) Jegyzőkönyv | Klaassen 82' Poulsen 43' Denswil 49' |

| Red Bull Arena, Salzburg Nézőszám: 29.320 Játékvezető: Paolo Tagliavento (olasz) |

## Sajátnevelések első tétmérkőzése a felnőttcsapatban
A táblázatban azon fiatal játékosok szerepelnek akik az előző 3 évben az Ajax-akadémiáján képezték magukat és közben a fiatalcsapatokat (Ajax A1 vagy Jong Ajax) erősítették. Ebben a szezonban pedig bemutatkoztak a felnőttcsapatban már tétmérkőzésen is.
| Mez | Név            | Pozíció | Szezon | Előző klub | Debütálás tétmérkőzésen | Debütálás tétmérkőzésen | Debütálás tétmérkőzésen | Debütálás tétmérkőzésen |
| Mez | Név            | Pozíció | Szezon | Előző klub | Dátum                   | Első tétmérkőzés        | Mérkőzés tipusa         | Életkor                 |
| --- | -------------- | ------- | ------ | ---------- | ----------------------- | ----------------------- | ----------------------- | ----------------------- |
| 43  | Ricardo Kishna | SZT     | 1.     | Jong Ajax  | 2014. feb. 23.          | Ajax – AZ Alkmaar 4:0   | Eredivisie              | 19 év 50 nap            |

## Díjazottak

### Csapaton belül
Csapaton belül is kiosztották a díjakat, amiket már régóta kapnak a legjobb játékosok. A Sjaak Swart-díjat – amit 1999 óta osztanak ki – most kapta meg első alkalommal egy nem európai játékos. 
- Rinus Michels – díj (Év Játékosa):  Lasse Schøne
- Marco van Basten – díj (Év Tehetsége):  Davy Klaassen
- Sjaak Swart – díj (Jövő Tehetsége):  Aschraf El Mahdioui

### Bajnokságban
Az Eredivisie 2013-14-es szezonjában minden nagyobb díjat a bajnok Ajax játékosai kapták. Így a fiatal középpályást, Davy Klaassent választották a bajnokság legnagyobb tehetségének.
- Bajnokság Játékosa:  Daley Blind
- Johan Cruijff – díj (Év Tehetsége):  Davy Klaassen
- Rinus Michels – díj (Év Edzője):  Frank de Boer

## Mérkőzés statisztikɑ
Minden mérkőzés a rendes játékidőben elért eredmények alapján van besorolva, de a hosszabbításban lőtt gólok is be vannak írva. Ebben a szezonban 2 olyan mérkőzése volt az Ajax-nak mely hosszabbítás után dőlt el.
| Tipus              | Mérkőzés | Győzelem | Döntetlen | Vereség | Lőtt gólok | Kapott gólok | Gólkülönbség |
| ------------------ | -------- | -------- | --------- | ------- | ---------- | ------------ | ------------ |
| Eredivisie         | 34       | 20       | 11        | 3       | 69         | 28           | +41          |
| Holland – kupa     | 6        | 4        | 1         | 1       | 16         | 9            | +7           |
| Holland Szuperkupa | 1        | 0        | 1         | 0       | 3          | 2            | +1           |
| BL – csoportkör    | 6        | 2        | 2         | 2       | 5          | 8            | -2           |
| EL                 | 2        | 0        | 0         | 2       | 1          | 6            | -5           |
| ÖSSZESEN           | 49       | 26       | 15        | 8       | 94         | 53           | +41          |

## Csapat statisztika
Íme néhány érdekes statisztikai adat, amelyek a szezonban lejátszott 49 tétmérkőzés alatt jöttek össze.
ÁLTALÁNOS
- KAPOTT GÓLOK NÉLKÜLI MÉRKŐZÉSEK SZÁMA: 19
- LEGNAGYOBB ARÁNYÚ GYŐZELEM: 6ː0 Ajax-Go Ahead Eagles (bajnoki)
- LEGNAGYOBB ARÁNYÚ VERESÉG: 4ː0 FC Barcelona-Ajax (BL) és PSV-Ajax (bajnoki)

SOROZATOK
- LEGHOSSZABB VERETLEN SOROZAT: 17 mérkőzés (2013. november 6. – 2014. február 16.)
- LEGHOSSZABB GYŐZELMI SOROZAT:
- LEGHOSSZABB NYERETLEN SOROZAT:
- LEGHOSSZABB KAPOTT GÓL NÉLKÜLI SOROZAT:
- LEGHOSSZABB GÓLSZERZŐ SOROZAT:
- LEGHOSSZABB RÚGOTT GÓL NÉLKÜLI SOROZAT:

LEGTÖBB / LEGKEVESEBB
- LEGTÖBB GÓL EGY MÉRKŐZÉSEN: 3ː3 SC Heerenveen-Ajax, 6ː0 Ajax-Go Ahead Eagles, 4ː2 Ajax-FC Volendam, 5ː1 PEC Zwolle-Ajax
- LEGTÖBB LŐTT GÓL EGY MÉRKŐZÉSEN: 6ː0 Ajax-Go Ahead Eagles (bajnoki)
- LEGTÖBB KAPOTT GÓL EGY MÉRKŐZÉSEN: 5ː1 PEC Zwolle-Ajax (kupa)
- LEGTÖBB LAP EGY MÉRKŐZÉSEN: 5 AZ Alkmaar-Ajax (kupa)
- LEGTÖBB NÉZŐ HAZAI BAJNOKI MÉRKŐZÉSEN: 52.671 Ajax-ADO Den Haag
- LEGTÖBB NÉZŐ HAZAI TÉTMÉRKŐZÉSEN: 53.000 Ajax-FC Barcelona (BL)
- LEGKEVESEBB NÉZŐ HAZAI BAJNOKI MÉRKŐZÉSEN: 48.256 Ajax-RKC Waalwijk
- LEGKEVESEBB NÉZŐ HAZAI TÉTMÉRKŐZÉSEN: 17.861 Ajax-ASWH (kupa)

## Játékos statisztikák

### Góllövőlista
Az idei szezon legeredményesebb játékosa az Ajax-nál a dán középpályás, Lasse Schøne lett.
| No. | Játékos             | Bajnokság | Kupa | Szuperkupa | Bajnokok Ligája | Európa Liga | ÖSSZESEN |
| --- | ------------------- | --------- | ---- | ---------- | --------------- | ----------- | -------- |
| 01. | Lasse Schøne        | 9         | 3    | 0          | 2               | 0           | 14       |
| 02. | Kolbeinn Sigþórsson | 10        | 1    | 1          | 0               | 0           | 12       |
| 03. | Davy Klaassen       | 10        | 0    | 0          | 0               | 1           | 11       |
| 04. | Siem de Jong        | 7         | 1    | 1          | 0               | 0           | 9        |
| 05. | Viktor Fischer      | 3         | 4    | 0          | 0               | 0           | 7        |
| 06. | Danny Hoesen        | 2         | 3    | 0          | 1               | 0           | 6        |
| 07. | Bojan Krkić         | 4         | 1    | 0          | 0               | 0           | 5        |
| -   | Thulani Serero      | 3         | 1    | 0          | 1               | 0           | 5        |
| 09. | Lerin Duarte        | 3         | 0    | 0          | 0               | 0           | 3        |
| -   | Ricardo van Rhijn   | 2         | 1    | 0          | 0               | 0           | 3        |
| 11. | Christian Eriksen   | 2         | 0    | 0          | 0               | 0           | 2        |
| -   | Joël Veltman        | 2         | 0    | 0          | 0               | 0           | 2        |
| -   | Jairo Riedewald     | 2         | 0    | 0          | 0               | 0           | 2        |
| -   | Stefano Denswil     | 1         | 0    | 0          | 1               | 0           | 2        |
| 15. | Niklas Moisander    | 1         | 0    | 0          | 0               | 0           | 1        |
| -   | Lesley de Sa        | 1         | 0    | 0          | 0               | 0           | 1        |
| -   | Nicolai Boilesen    | 1         | 0    | 0          | 0               | 0           | 1        |
| -   | Daley Blind         | 1         | 0    | 0          | 0               | 0           | 1        |
| -   | Ricardo Kishna      | 1         | 0    | 0          | 0               | 0           | 1        |
| -   | Christian Poulsen   | 1         | 0    | 0          | 0               | 0           | 1        |
| -   | Lucas Andersen      | 0         | 1    | 0          | 0               | 0           | 1        |

### Kanadai ponttáblázat
Íme az Ajax játékosainak elért teljesítménye a kanadai ponttáblázat alapján. Ezen táblázatban azokat a játékosokat (jelenlegi vagy volt játékosokat) lehet látni, akik legalább egy pontot szereztek tétmérkőzésen. Minden játékoshoz az Ajax-ban elért pontszám van leírva. Van aki ősszel még más csapatot erősített (Lerin Duarte) de az ott elért pontszámát nem számoltuk ide.
A csapat legértékesebb játékosa támadásokban a dán középpályás, Lasse Schøne lett a maga 22 pontjával.
A rangsor a pontszám alapján állt össze. Azonos pontszám alapján az van előnyben aki a legtöbb gólt szerezte.
| No. | Játékos             | Bajnokság | Bajnokság | Kupa | Kupa     | Szuperkupa | Szuperkupa | Bajnokok Ligája | Bajnokok Ligája | Európa Liga | Európa Liga | PONTSZÁM (G+Gp) |
| No. | Játékos             | Gól       | Gólpassz  | Gól  | Gólpassz | Gól        | Gólpassz   | Gól             | Gólpassz        | Gól         | Gólpassz    | PONTSZÁM (G+Gp) |
| --- | ------------------- | --------- | --------- | ---- | -------- | ---------- | ---------- | --------------- | --------------- | ----------- | ----------- | --------------- |
| 01. | Lasse Schøne        | 9         | 8         | 3    | 0        | 0          | 0          | 2               | 0               | 0           | 0           | 22 (14+8)       |
| 02. | Davy Klaassen       | 10        | 3         | 0    | 1        | 0          | 0          | 0               | 0               | 1           | 0           | 15 (11+4)       |
| 03. | Kolbeinn Sigþórsson | 10        | 2         | 1    | 0        | 1          | 0          | 0               | 0               | 0           | 0           | 14 (12+2)       |
| 04. | Viktor Fischer      | 3         | 2         | 4    | 3        | 0          | 0          | 0               | 0               | 0           | 0           | 12 (7+5)        |
| 05. | Siem de Jong        | 7         | 2         | 1    | 0        | 1          | 0          | 0               | 0               | 0           | 0           | 11 (9+2)        |
| 06. | Danny Hoesen        | 2         | 2         | 3    | 2        | 0          | 0          | 1               | 0               | 0           | 0           | 10 (6+4)        |
| 07. | Bojan Krkić         | 4         | 3         | 1    | 1        | 0          | 0          | 0               | 0               | 0           | 1           | 10 (5+5)        |
| -   | Thulani Serero      | 3         | 3         | 1    | 0        | 0          | 0          | 1               | 2               | 0           | 0           | 10 (5+5)        |
| 09. | Ricardo van Rhijn   | 2         | 3         | 1    | 0        | 0          | 0          | 0               | 1               | 0           | 0           | 7 (3+4)         |
| 10. | Christian Eriksen   | 2         | 3         | 0    | 0        | 0          | 1          | 0               | 0               | 0           | 0           | 6 (2+4)         |
| 11. | Joël Veltman        | 2         | 2         | 0    | 0        | 0          | 0          | 0               | 0               | 0           | 0           | 4 (2+2)         |
| 12. | Christian Poulsen   | 1         | 3         | 0    | 0        | 0          | 0          | 0               | 0               | 0           | 0           | 4 (1+3)         |
| 13. | Lerin Duarte        | 3         | 0         | 0    | 0        | 0          | 0          | 0               | 0               | 0           | 0           | 3 (3+0)         |
| 14. | Stefano Denswil     | 1         | 0         | 0    | 1        | 0          | 0          | 1               | 0               | 0           | 0           | 3 (2+1)         |
| 15. | Niklas Moisander    | 1         | 2         | 0    | 0        | 0          | 0          | 0               | 0               | 0           | 0           | 3 (1+2)         |
| -   | Lesley de Sa        | 1         | 1         | 0    | 1        | 0          | 0          | 0               | 0               | 0           | 0           | 3 (1+2)         |
| -   | Nicolai Boilesen    | 1         | 2         | 0    | 0        | 0          | 0          | 0               | 0               | 0           | 0           | 3 (1+2)         |
| -   | Daley Blind         | 1         | 1         | 0    | 1        | 0          | 0          | 0               | 0               | 0           | 0           | 3 (1+2)         |
| -   | Ricardo Kishna      | 1         | 2         | 0    | 0        | 0          | 0          | 0               | 0               | 0           | 0           | 3 (1+2)         |
| 20. | Jairo Riedewald     | 2         | 0         | 0    | 0        | 0          | 0          | 0               | 0               | 0           | 0           | 2 (2+0)         |
| 21. | Lucas Andersen      | 0         | 0         | 1    | 0        | 0          | 0          | 0               | 0               | 0           | 0           | 1 (1+0)         |
| 22. | Ruben Ligeon        | 0         | 1         | 0    | 0        | 0          | 0          | 0               | 0               | 0           | 0           | 1 (0+1)         |

### Lapok
| SÁRGA LAPOK | SÁRGA LAPOK        | SÁRGA LAPOK | SÁRGA LAPOK | SÁRGA LAPOK | SÁRGA LAPOK | SÁRGA LAPOK     | SÁRGA LAPOK |
| No.         | Játékos neve       | ÖSSZESEN    | Eredivisie  | Kupa        | Szuperkupa  | Bajnokok Ligája | Európa Liga |
| ----------- | ------------------ | ----------- | ----------- | ----------- | ----------- | --------------- | ----------- |
| 01.         | Ricardo van Rhijn  | 7           | 5           | 1           | 0           | 1               | 0           |
| -           | Daley Blind        | 7           | 4           | 1           | 0           | 1               | 1           |
| 03.         | Joël Veltman       | 6           | 2           | 2           | 0           | 1               | 1           |
| 04.         | Christian Poulsen  | 4           | 2           | 0           | 0           | 1               | 1           |
| -           | Stefano Denswil    | 4           | 0           | 1           | 0           | 2               | 1           |
| 06.         | Bojan Krkić        | 3           | 3           | 0           | 0           | 0               | 0           |
| -           | Nicolai Boilesen   | 3           | 3           | 0           | 0           | 0               | 0           |
| -           | Thulani Serero     | 3           | 3           | 0           | 0           | 0               | 0           |
| -           | Lasse Schøne       | 3           | 1           | 1           | 0           | 1               | 0           |
| 10.         | Niklas Moisander   | 2           | 0           | 1           | 0           | 1               | 0           |
| -           | Lesly de Sa        | 2           | 1           | 1           | 0           | 0               | 0           |
| -           | Davy Klaassen      | 2           | 1           | 0           | 0           | 1               | 0           |
| -           | Siem de Jong       | 2           | 1           | 0           | 0           | 0               | 1           |
| 14.         | Mike van der Hoorn | 1           | 0           | 0           | 0           | 1               | 0           |
| -           | Viktor Fischer     | 1           | 1           | 0           | 0           | 0               | 0           |
| -           | Jairo Riedewald    | 1           | 1           | 0           | 0           | 0               | 0           |
| -           | Lerin Duarte       | 1           | 1           | 0           | 0           | 0               | 0           |

| PIROS LAPOK | PIROS LAPOK       | PIROS LAPOK | PIROS LAPOK | PIROS LAPOK | PIROS LAPOK | PIROS LAPOK     | PIROS LAPOK |
| No.         | Játékos neve      | ÖSSZESEN    | Eredivisie  | Kupa        | Szuperkupa  | Bajnokok Ligája | Európa Liga |
| ----------- | ----------------- | ----------- | ----------- | ----------- | ----------- | --------------- | ----------- |
| 01.         | Joël Veltman      | 2           | 0           | 1           | 0           | 1               | 0           |
| 02.         | Ricardo van Rhijn | 1           | 1           | 0           | 0           | 0               | 0           |

MEGJEGYZÉS: A játékos aki egy mérkőzésen 2 sárga lap után kap pirosat, annak be van írva mind a három lap a táblázatba.

### Egy tétmérkőzésen legtöbb gólt szerző játékosok
A következő táblázatban a csapat azon játékosai szerepelnek akik az idei szezonban a legtöbb gólt – minimum 3-at – szerezték egy tétmérkőzésen.
Ebben a szezonban csupán 2 játékosnak sikerült elérnie a mesterhármast egy mérkőzésen.
| #  | Játékos       | Gólok | Dátum             | Mérkőzés tipusa  | Végeredmény              |
| -- | ------------- | ----- | ----------------- | ---------------- | ------------------------ |
| 1. | Davy Klaassen | 3     | 2013. december 7. | Bajnoki mérkőzés | Ajax – NAC Breda 4ː0     |
| 2. | Lasse Schøne  | 3     | 2014. február 16. | Bajnoki mérkőzés | Ajax – SC Heerenveen 3ː0 |

### Idei büntetők
A következő táblázat a csapat idei büntetőit mutatja meg, amiket tétmérkőzéseken lőttek. A büntetők sorrendje a dátum szerint van megadva.
| #  | Játékos             | Büntető  | Dátum                | Mérkőzés tipusa  | Végeredmény              |
| -- | ------------------- | -------- | -------------------- | ---------------- | ------------------------ |
| 1. | Kolbeinn Sigþórsson | GÓL      | 2013. augusztus 18.  | Eredivisie (3.)  | Ajax – Feyenoord 2ː1     |
| 2. | Kolbeinn Sigþórsson | KIHAGYVA | 2013. szeptember 18. | BL-csoportkör    | FC Barcelona – Ajax 4ː0  |
| 3. | Lasse Schöne        | GÓL      | 2014. február 06.    | Eredivisie (22.) | Ajax – FC Groningen 2ː1  |
| 4. | Lasse Schöne        | GÓL      | 2014. február 16.    | Eredivisie (24.) | Ajax – SC Heerenveen 3ː0 |
| 5. | Lasse Schöne        | GÓL      | 2014. február 16.    | Eredivisie (24.) | Ajax – SC Heerenveen 3ː0 |

## Érdekességek és jubileumok
- A csapat eddigi legdrágábban (16,25 millió euró) igazolt játékosa, a szerb Miralem Sulejmani még a szezon kezdete előtt eligazolt ingyen, így ő lett az a játékos akin a legtöbbet bukott anyagilag a csapat.
- December 22-én a Roda Kerkrade ellen megnyert (1ː2) találkozón, Jairo Riedewald először lépett pályára Eredivisie-mérkőzésen. Debütálásakor 2 gólt is szerzett. Ezzel ő lett a csapat eddigi legfiatalabb játékosa aki bajnoki debütálásakor gólt szerzett.[9]
- 2018. március 2-án az Eredivisie 26. fordulójában Joël Veltman belőtte a De Klassieker eddigi tétmérkőzéseinek 650. gólját.
- Az idei szezonban a csapat 3 játékosa csatlakozott a csapaton belüli "Századosok" közé. A két védő, Daley Blind és Ricardo van Rhijn lejátszották a 100. tétmérkőzésüket, míg a kapus Kenneth Vermeer a 100. Eredivisie mérkőzésén lépett pályára.
- 21 szezon után idén fordult elő először, hogy egy szezonon belül legalább 3 De Klassieker-mérkőzést játszanak le és mindet az Ajax nyerje meg a rendes játékidőben. Eddigi egyetlen alkalommal ez az 1992/93-as szezonban fordult elő.
- A 2006-07-es szezon óta, most tudott először nyerni az Ajax egy szezonon belül legalább 2 kupát.